# Bosques caducifolios y la estepa de la cuenca del Tarim
Los bosques caducifolios y la estepa de la cuenca del Tarim son una ecorregión de bosques templados de hoja ancha y mixtos en la Región Autónoma Uigur de Xinjiang, en el oeste de China. La ecorregión incluye bosques caducifolios ribereños y estepas sostenidos por los ríos de la región en una región que, por lo demás, es árida.

## Geografía
La cuenca del Tarim es una cuenca desértica situada en el extremo occidental de China. La cuenca está rodeada de altas montañas: las montañas Kunlun al sur, que forman el borde norte de la meseta tibetana; las montañas de Pamir al oeste; y el Tian Shan al norte.
La cuenca es árida, pero las montañas circundantes reciben lluvias y nieve considerables. Los ríos desembocan en la cuenca desde las montañas, incluido el río Hotan, que fluye hacia el norte, que drena las montañas Kunlun occidentales, el río Yarkand, que drena el Pamir, y el río Aksu, que drena las montañas Tian Shan occidentales. Estos ríos se unen para formar el río Tarim, que fluye durante 1300 km en un arco a través de las cuencas norte y este. El río Kongque drena hacia el sureste desde el centro de Tian Shan. La cuenca es endorreica, sin salida al mar, y los ríos Tarim y Kongque desembocan en un complejo de lagos salados en la parte oriental de la cuenca. El río Tarim inferior desemboca al sureste en el lago Taitema en la cuenca sureste, y el Kongque desemboca hacia el este en Lop Nur. El río Qarqan nace en las montañas centrales de Kunlun y también desemboca hacia el noreste en el lago Taitema. El lago Taitema se encuentra aproximadamente a 800 metros sobre el nivel del mar.
Los suelos de la ecorregión son generalmente franco arenosos.

## Clima
La cuenca tiene un clima continental árido. Las temperaturas medias anuales oscilan entre -20 °C en invierno y 40 °C en verano. En el fondo de la cuenca sólo llueve una media de 50 mm al año. Las precipitaciones anuales en las montañas circundantes pueden superar los 1.000 mm anuales. Los ríos se nutren de las nevadas y el deshielo de los glaciares (cerca del 60% del caudal total) y de las precipitaciones (cerca del 40%). Alrededor del 75% de la escorrentía anual se produce en los meses de julio, agosto y septiembre, lo que da lugar a una temporada de crecidas estivales periódicas.

## Flora
La vegetación natural incluye comunidades de humedales, bosques ribereños y arbustos. En las zonas inundadas estacional y permanentemente hay cañaverales y praderas húmedas de Myricaria pulcherrima, Phragmites australis y Calamagrostis pseudophragmites . Los bosques ribereños, conocidos como Tugay, están dominados por el álamo caducifolio del desierto (Populus euphratica) en las terrazas bajas del río, junto con Elaeagnus angustifolia. Las terrazas superiores del río albergan bosques más secos y bosques arbustivos, con Tamarix ramosissima y Halostachys caspica junto con Populus euphratica y plantas halófitas tolerantes a la sal. Populus pruinosa está presente en el curso alto de los ríos, pero no en la cuenca baja.

## Fauna
Los bosques y humedales son un hábitat importante para las aves migratorias y residentes. La ecorregión alberga varias especies de mamíferos, incluido el ciervo Yarkand (Cervus elaphus yarkandensis . La población de ciervos de Yarkand disminuyó de 10 000 individuos en la década de 1950 a menos de 3000 en la década de 1990.

## Conservación y amenazas
La Ruta de la Seda pasa por la cuenca del Tarim, y los ríos de la región han dado sustento a poblaciones sedentarias y nómadas durante siglos. Gran parte de las tierras bajas del río se han dedicado a la agricultura y el pastoreo. Desde la década de 1950, el gobierno chino ha asentado en la zona a muchas personas procedentes de otros lugares de China, y la creciente población de la región aceleró la conversión del hábitat, drenando los humedales y desviando el agua para la agricultura. El desvío de agua ha reducido el caudal del río y ha bajado la capa freática, poniendo en peligro los bosques.
Desde 1921, el Tarim ha sido desviado a través del Kongque hacia el Lop Nur, y los caudales de agua dulce hacia los 320 km del bajo Tarim y el lago Taitema se redujeron mucho. La construcción de la presa de Daxihaizi en 1972 eliminó en su mayor parte los flujos de agua dulce hacia el bajo Tarim. La mayor parte del bosque murió y la fauna, incluidos los camellos salvajes, quedó diezmada. En 2000, el gobierno empezó a desembalsar regularmente agua de las presas situadas río arriba en el bajo Tarim, lo que permitió que los bosques, la fauna y las aguas subterráneas se recuperaran en cierta medida.

### Áreas protegidas
Una evaluación de 2017 reveló que 4.051 km², o el 7%, de la ecorregión se encuentra en zonas protegidas. Queda muy poco hábitat fuera de las zonas protegidas. La Reserva Natural Tarim Huyanglin, creada en 1983, protege el mayor bloque de hábitat que queda en el río Tarim, incluido un tramo de río sin desecar en la parte occidental de la reserva, donde aún prevalecen los procesos fluviales naturales.